# Jingbian
Jingbian (en chino, 靖边; pinyin, Jìngbiān) es un condado  bajo la administración directa de la Prefectura Yulin en la Provincia de Shaanxi, República Popular China.  Su área es de 4970 km² y su población total para 2010 superó los 355 mil habitantes.

## Administración
Desde julio de 2020, el  Condado Jingbian se divide en 17 pueblos que se administran en 1 subdistritos y 16  poblados.

## Toponimia
El topónimo Jingbian [/Ching-Bián/] significa 'apaciguar la fontera', aparece en la dinastía Ming (1368-1644) cuando se crearon unas defensas, lo que significó un apaciguamiento en la frontera.